# Edificios históricos del Comando Militar del Sur

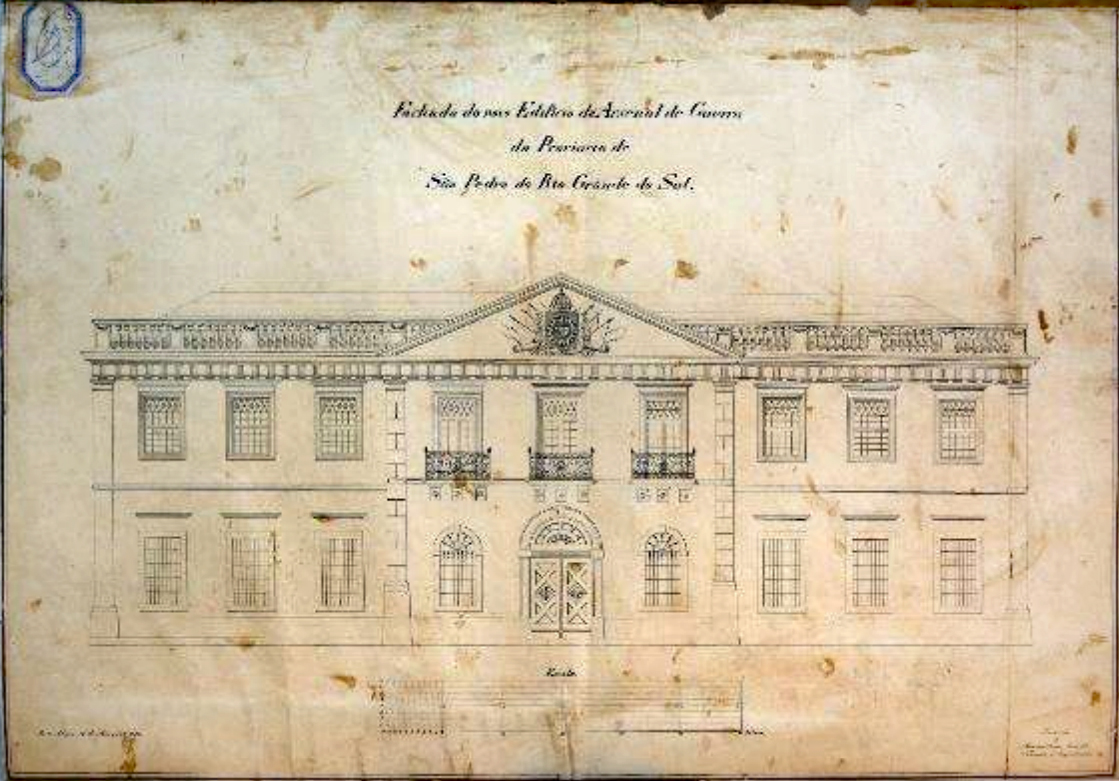
Proyecto para la nueva sede del Arsenal de Guerra, 1832

Los Edificios históricos del Comando Militar del Sur (CMS) son un grupo de tres edificaciones centenarias ubicadas en el centro histórico de la ciudad de Porto Alegre, Brasil. Emplazados en la rúa da Praia, albergan órganos de la división sureña del Ejército Brasileño, el Comando Militar del Sur, y fueron declarados como patrimonio histórico tanto por el ejército como por el municipio.

## Antiguo Arsenal de Guerra

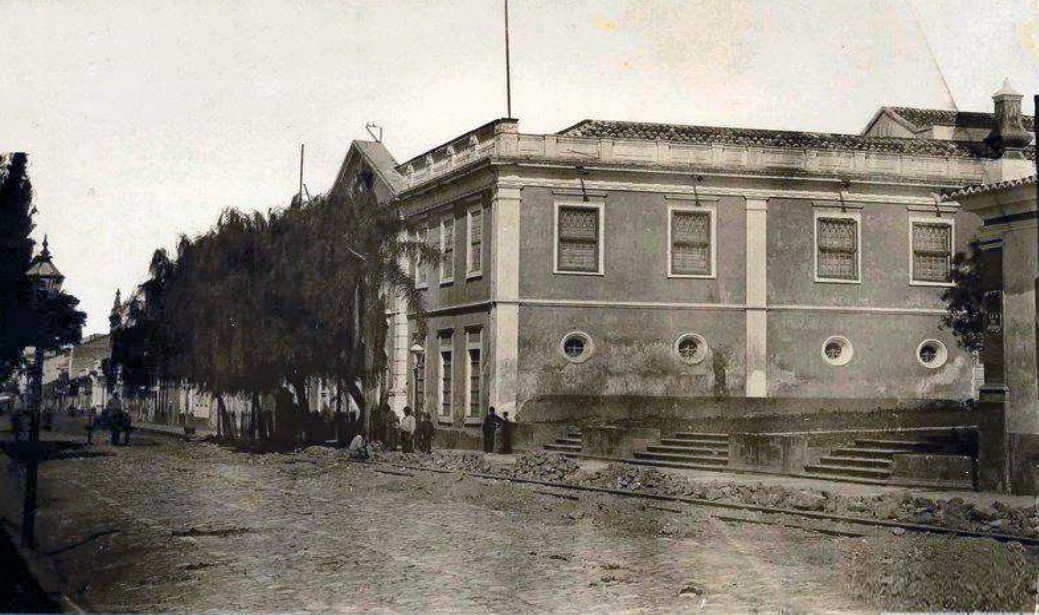
El Arsenal de Guerra a finales del siglo XIX

La historia de este edificio, situado en la rúa da Praia nº 629, comienza en 1764 con la creación de los Arsenales de Guerra por la Corona portuguesa creados para sustituir a los antiguos Trenes de Guerra, que eran depósitos de armamento, municiones, pertrechos y demás parafernalia necesaria para el uso de las tropas militares, funcionando también como talleres de costura y sastrería, metalistería, pintura y carpintería. En Porto Alegre, se creó un Arsenal alrededor de 1774 junto a una playa del Lago Guaíba, que pasó a ser conocida como Praia do Arsenal. La primera sede fue construida en 1776, pero la institución sólo fue reglamentada oficialmente el 21 de febrero de 1832 durante el Imperio. En agosto de ese año, pasó a llamarse "Arsenal de Guerra de la Provincia de São Pedro do Rio Grande do Sul". Desde el principio, el lugar estuvo asociado al poder del Estado. La plaza frente a él fue el lugar de la horca y del pelourinho durante muchos años.
Años antes de su reglamentación, los informes oficiales ya registraban quejas sobre el espacio limitado y la falta de equipamiento del edificio. Se desconoce su configuración original pero en 1832 se elaboró un proyecto de remodelación y ampliación por el teniente Maximiliano Emerich, que dio como resultado un edificio neoclásico de dos plantas, regular y austero, con una fachada dominada por un frontón triangular.  Se erigió como uno de los edificios más imponentes de la ciudad en la época, pero sólo se terminó en 1851, cuando pasó a llamarse Arsenal de Guerra de Porto Alegre. En la década de 1860, el viajero Oskar Canstatt dijo que el edificio "quedaría bien en cualquier ciudad europea"

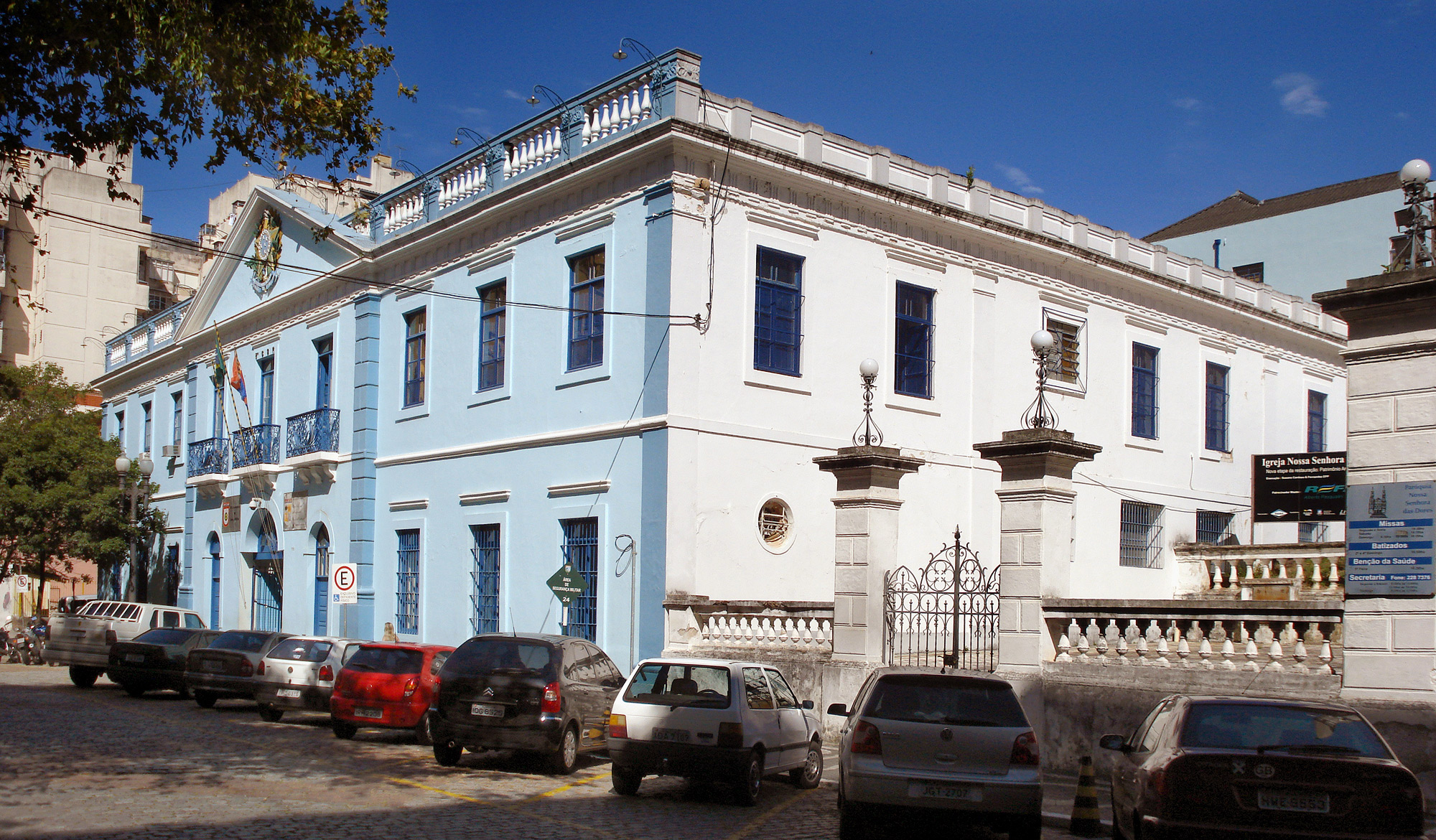
El Viejo Arsenal de Guerra en 2008

Apenas finalizado, en la década de 1850, su capacidad operativa también se estaba agotando por lo que se proyectó la construcción de un anexo que sirviera de almacén y zona de carga y descarga, edificio que hoy alberga el Museo Militar. Durante la Guerra de la Triple Alianza, la actividad del Arsenal se incrementó enormemente albergando también el cuartel de inválidos, una enfermería, una cárcel y un internado militar con escuela de formación profesional para niños desfavorecidos, la Compañía de Artesanos Militares y Aprendices Menores. En 1867 había 69 prisioneros de guerra. El edificio estaba superpoblado y surgieron varios problemas administrativos.
El edificio fue utilizado luego por varios departamentos de servicio del Ejército. El 7 de octubre de 1977 fue declarado como Patrimonio Histórico-Cultural del Ejército, y posteriormente fue incluido en la lista de bienes protegidos del Ayuntamiento. En enero de 1996 pasó a albergar el 8º Circuito de Servicio Militar, la Sección de Inactivos y Pensionistas y el Almacén. La desactivación del 8º CSM fue aprobada el 13 de agosto de 2018. El 4 de diciembre, se realizó una ceremonia de cierre de actividades e inauguración de un espacio conmemorativo.

## Cuartel General Auxiliar

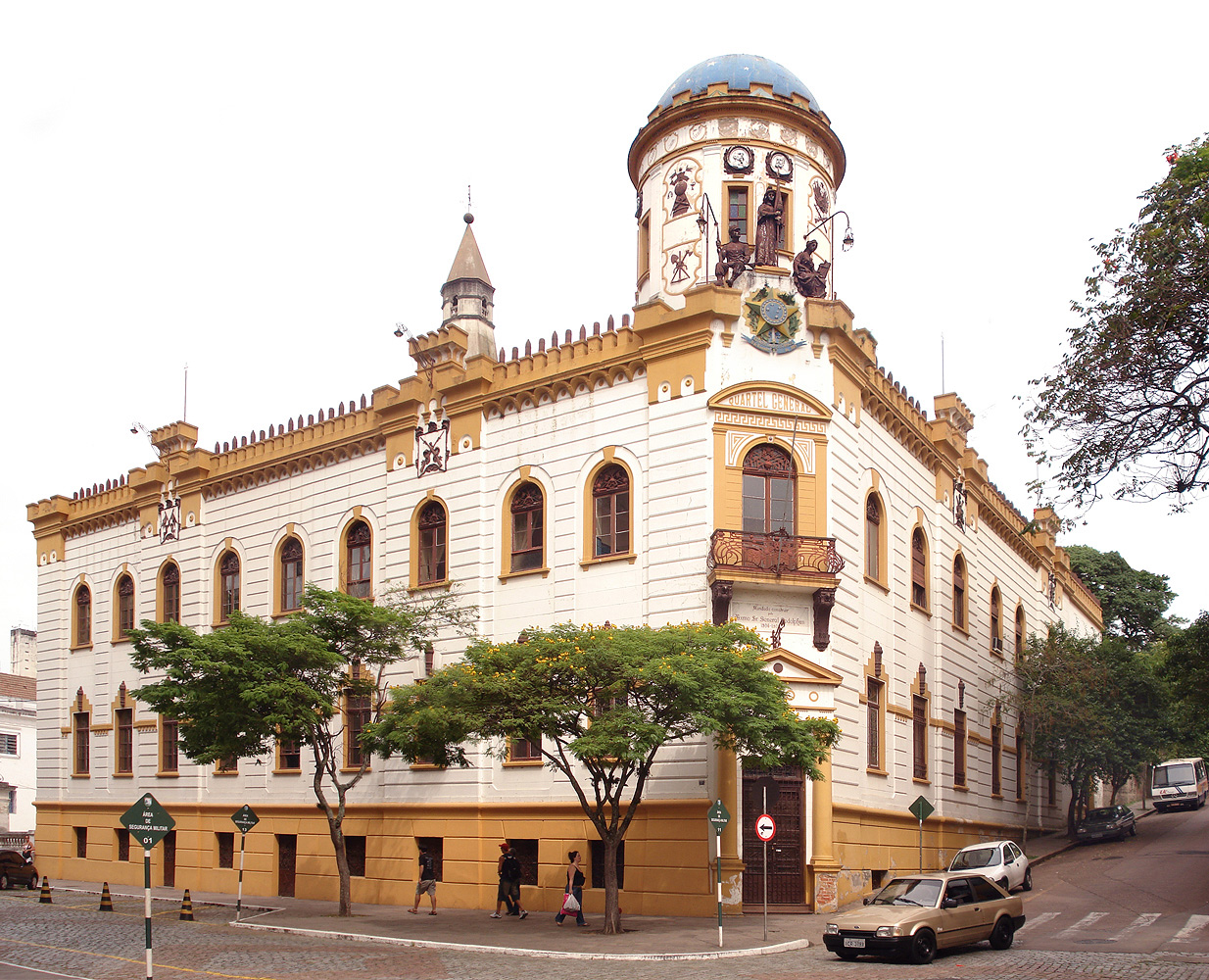
El Cuartel General

Este edificio fue construido para albergar el Cuartel General del Ejército y la residencia de su comandante y sustituyó a un antiguo edificio de 1775 que tenía las mismas funciones. Fue construido en 1906 por orden del general de división Manoel Joaquim Godolphim, con el capitán ingeniero Alfredo Leyraud, el maestro albañil Luiz Pellerini y el maestro carpintero Gentil da Rocha como proyectistas. Inaugurado el 1 de diciembre de 1908, fue considerado un edificio suntuoso y elegante. El 3 de octubre de 1930, el edificio fue asediado al inicio de la Revolución de 1930.
Como centro de mando, el sitio adquirió fuerza simbólica desempeñando un papel importante en la historia del Ejército en el sur durante mucho tiempo donde se decidieron acciones militares durante la guerra del Contestado, la Primera Guerra Mundial, la Revolución de 1923, Revolución de 1924-26, Revolución de 1930, cuya victoria se decidió en su interior con la detención del comandante de la 3ª Región Militar y la muerte de algunos soldados, la Revolución Constitucionalista de 1932, la deposición de Flores da Cunha en 1937 del gobierno de Río Grande del Sur y la Segunda Guerra Mundial. En 1955, el Cuartel General se trasladó a un gran edificio modernista construido enfrente, y el edificio histórico se convirtió en el Cuartel General Auxiliar. Frente a los cuarteles generales, se realizaron manifestaciones golpistas en noviembre de 2022 a favor del presidente Bolsonaro y en protesta contra la elección de Lula, pidiendo la intervención militar. 
Es un original edificio de estilo ecléctico, con tres plantas y dos fachadas, en la esquina de la rúa General Canabarro y la rúa da Praia. La entrada principal se abre exactamente en la esquina con un frontispicio en forma de edículo clásico sostenido por dos columnas de orden toscano y en cuyo frontón está colocada una placa de mármol con la fecha de construcción y el nombre del General Godolphim. Encima hay un balcón con barandilla de hierro tallado y un vano de arco de medio punto enmarcado por un frontón de arco rebajado con la inscripción "Quartel General". Sobre este bloque destaca el escudo del Brasil y remata una torreta circular con una cúpula azul estrellada. Esta torreta está profusamente decorada con imágenes simbólicas: panoplias militares, el escudo de armas de Río Grande del Sur, el emblema del Ejército, bustos en relieve del presidente del estado Júlio de Castilhos y del 1er presidente de Brasil mariscal Deodoro da Fonseca, y un grupo escultórico con la figura de un soldado sentado, a la izquierda, armado con un fusil y sosteniendo una corneta, una figura femenina de pie en el centro que representa la República, y a la derecha otra imagen femenina, sentada, que simboliza la Justicia y la Ley, con una espada en la mano derecha y una balanza y un libro en la mano izquierda. 
A los lados de este bloque de entrada se encuentran las dos fachadas, que se caracterizan por una ornamentación en relieve que simula piedra tallada entre los vanos. La planta baja, debido a la pendiente del terreno, sólo existe en el lado de la rúa dos Andradas con una serie de ventanas cuadradas y puertas bajas. La separa de las dos plantas superiores una pequeña cornisa. Las ventanas del segundo piso son rectangulares y están coronadas por un motivo escalonado, con una Antorcha en relieve en el centro, y las del tercer piso son de arco de medio punto, sin ornamentación. La fachada está modulada por bloques ligeramente salientes y el edificio está rematado por una cornisa saliente con un plafón morisco con pequeñas cresterías que recuerdan la función militar del edificio.
El 7 de octubre de 1977 el edificio fue declarado Patrimonio Histórico-Cultural del Ejército. En su interior se encuentra uno de los ascensores más antiguos que aún funcionan en la ciudad. En 2017 se restauró su Gran Salón, recuperando elementos originales y descartando añadidos espurios. El salón está elegantemente decorado, con pilastras corintias, vidrieras en los vanos, obras de arte, frisos y relieves en el techo, suelos de tablas y mobiliario antiguo.

## Museo Militar del Comando Militar del Sur

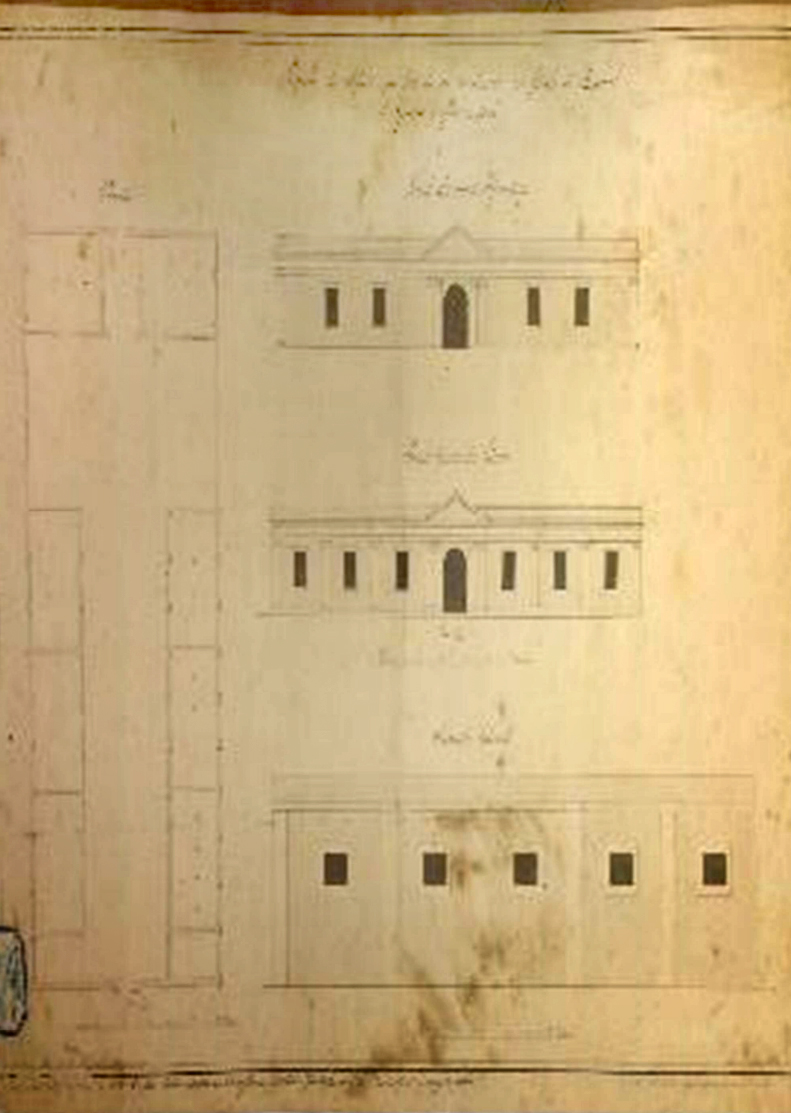
Plano y elevación de 1862 del anexo del Arsenal de Guerra

Situado en el número 630 de la Rua da Praia, el edificio fue proyectado para servir de anexo al Arsenal de Guerra. El sitio estaba en una zona de terraplén frente al lago Guaíba y su extremo norte, alineado con la grúa del muelle del puerto. Sus alas laterales debían servir de almacenes, y los bloques extremos para carga y descarga. La necesidad de instalaciones más amplias y mejor equipadas ya había sido enfatizada en los informes oficiales del Arsenal de 1855, 1856 y 1859, y con el estallido de la Guerra de la Triple Alianza esta necesidad se acentuó. El proyecto del anexo data de 1860, siendo su autor el capitán Antonio Dias da Costa, y fue actualizado en 1862 por el capitán Raimundo de S. Everard.
El 16 de noviembre de 1864 se solicitó licencia al Presidente de la Provincia para iniciar las obras que fue concedida el 14 de enero de 1865 y ratificada el 14 de febrero por el ministro de Guerra. El 23 de septiembre de 1866 se paralizaron las obras por falta de fondos y el 6 de octubre se liberaron 20.000 contos de réis. El 18 de enero de 1867, el ministro de la Guerra autorizó dos créditos más, uno de 26.000 escudos para pagar los servicios ya realizados y otro de 51.900 escudos para completar las obras. Durante las obras también se remodeló la antigua sede del Arsenal. El proyecto clasicista de 1862 tenía una sola planta, pero el riesgo fue modificado y en la inauguración, en noviembre de 1867, durante el mandato del director interino del Arsenal, el teniente coronel Joaquim Jerônimo Barrão, ya tenía aberturas diferentes y los extremos norte y sur elevados una planta, resultando un conjunto en estilo ecléctico.

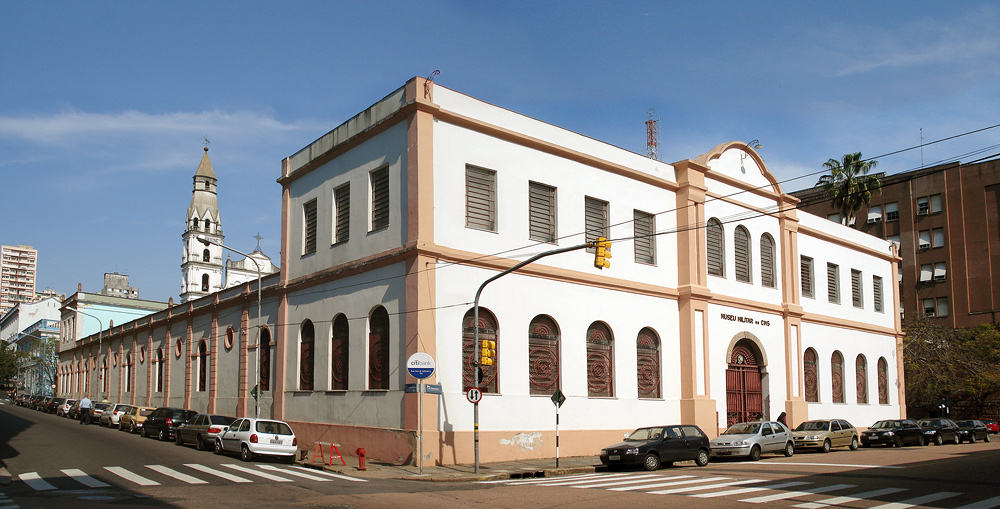
El Museo Militar, fachada de la Rua Siqueira Campos

El edificio ocupa toda la manzana, con dos fachadas principales opuestas, de dos plantas, interconectadas por alas de planta baja. Las fachadas principales, en la rúa da Praia y Siqueira Campos, tienen una gran puerta central en arco, dentro de un frontispicio que recorre ambas plantas y termina en un discreto frontón. En los laterales, sólo hay ventanas en arco en la planta baja y rectangulares en el piso superior, sin más ornamentos que un ligero trabajo de relieve en forma de moldura de piedra alrededor de los vanos superiores de la fachada de la Rua da Praia. El interior tiene un gran patio. El edificio histórico fue declarado por el Municipio como "de interés sociocultural para fines de preservación", por la ley complementaria nº 43 de 1979, y nombrado "unidad municipal de preservación histórica" por la ley complementaria nº 434 de 1999.
El 20 de diciembre de 1999, el edificio fue destinado a albergar el Museo Militar del Comando Militar del Sur, pero el traslado sólo comenzó el 12 de febrero de 2001. En 2007, se reformaron sus espacios y se inauguraron nuevas salas de exposición. Otras reformas tuvieron lugar en 2012 y 2020. Es uno de los museos más visitados del estado. Según el investigador Ianko Bett, el museo es "uno de los principales lugares de memoria, entre los localizados en la región sur de Brasil, que trata de temas referentes al campo de la historia militar".

## Inundación de 2024
Durante la inundación de mayo de 2024, la rúa da Praia fue inundada afectando a los edificios históricos.